# كاثيرين مككورماك
كاثيرين جين مككورماك (بالإنجليزية: Catherine Jane McCormack)‏ هي ممثلة مسرح وأفلام إنجليزية ولدت في يوم 3 أبريل 1972 في سري في إنجلترا، مثلت في عدة أفلام منها فلم قلب شجاع حيث مثلت دور حبيبة وليام والاس التي تم قتلها مع ميل جبسون، ومثلت في فلم Spy Game وفلم بعد 28 أسبوع وفلم Dangerous Beauty.

## روابط خارجية
- كاثيرين مككورماك على موقع IMDb (الإنجليزية)
- كاثيرين مككورماك على موقع روتن توميتوز (الإنجليزية)
- كاثيرين مككورماك على موقع ألو سيني (الفرنسية)
- كاثيرين مككورماك على موقع أول موفي (الإنجليزية)
- كاثيرين مككورماك على موقع قاعدة بيانات الأفلام السويدية (السويدية)
- كاثيرين مككورماك على موقع إن إن دي بي (الإنجليزية)
- كاثيرين مككورماك على موقع قاعدة بيانات الفيلم (الإنجليزية)
- كاثيرين مككورماك على موقع كينوبويسك (الروسية)